# Holotrichia deliensis
Holotrichia deliensis är en skalbaggsart som beskrevs av Moser 1917. Holotrichia deliensis ingår i släktet Holotrichia och familjen Melolonthidae. Inga underarter finns listade i Catalogue of Life.